# 특수내장날신경섬유
특수내장날신경섬유(special visceral efferent fibers, SVE)는 인간의 인두굽이와 물고기의 아가미활의 근육에 운동신경 섬유로 분포하는 날신경섬유이다.
일부 출처는 branchiomotor, 또는 branchial efferent라는 용어를 사용한다.
특수내장날신경섬유를 포함하는 신경은 뇌신경뿐이다. 뇌신경 중에서도 삼차신경 (V), 얼굴신경 (VII), 혀인두신경 (IX), 미주신경 (X), 더부신경 (XI)이 특수내장날신경섬유 성분을 가지고 있다.

## 같이 보기
- 일반몸날신경섬유(GSE)
- 일반내장날신경섬유(GVE)

## 참고 문헌
1. ↑  “branchiomotor nuclei”. 《TheFreeDictionary.com》.
2. ↑  “EMBRYO: RHOMBENCEPHALON”. Anatomy@University of Edinburgh. 2012년 2월 8일에 원본 문서에서 보존된 문서.
3. ↑  Drake et al. (2010), Gray's Anatomy for Students, 2nd Ed., Churchill Livingstone.